# دون ترافيس
دون ترافيس (بالإنجليزية: Don Travis)‏ (21 يناير 1924 في المملكة المتحدة - 1 يناير 2002 بمقاطعة سومرست في المملكة المتحدة) هو لاعب كرة قدم بريطاني (وحمل سابقاً جنسية المملكة المتحدة لبريطانيا العظمى وأيرلندا) في مركز الهجوم. لعب مع أولدهام أثلتيك ونادي بلاكبول ونادي ساوثيند يونايتد ونادي كرو ألكساندرا ووست هام يونايتد ويوفل تاون ونادي تشستر سيتي وأكرينجتون ستانلي ‏.